# Марк Лициний Крас (младши)
Вижте пояснителната страница за други личности с името Марк Лициний Крас.
Марк Лициний Крас (младши) (на латински: Mapcus Licinius Crassus; * 60 пр.н.е.) е римски пълководец, който през 29 – 27 г. пр.н.е. провежда мащабна военна кампания в днешните български земи.

## Биографични данни
Сведенията за живота на Марк Лициний Крас (младши) са оскъдни. Син е на Марк Лициний Крас (квестор 54 пр.н.е. на Юлий Цезар в Галия) и Цецилия Метела Кретика (дъщеря на Квинт Цецилий Метел Кретик), която е известна с нейната гробница на Виа Апиа. Внук е на триумвира Марк Лициний Крас и Аксия Тертула.
По време на Гражданската война 43 – 31 пр.н.е. застава на страната на Секст Помпей и Марк Антоний, но после преминава в лагера на Октавиан Август. 39 пр.н.е. се връща в Рим. 36 пр.н.е. e привърженик на Антоний и управител на провинцията Крета и Кирена.
Малко преди Битката при Акциум през 31 пр.н.е. се присъединява към Октавиан. Двамата се отличават и са наградени. През 30 пр.н.е. е избран за консул заедно с Август. Двамата управляват съвместно само половин година. Една от основните външнополитически задачи пред Октавиан Август е присъединяването на източната половина от Балканския полуостров към империята. През 29 пр.н.е. Марк Крас е изпратен като проконсул с пет легиона и помощни части за римски наместник с изключителни правомощия в Македония и на Балканите. Убива краля на бастарните Делдо и му взема бронята.
През следващите две години, използвайки гр. Скупи (Скопие) като база, той провежда мащабна военна кампания срещу траките и присъединява към империята по-голяма част от днешните български земи. Триумфалните почести празнува на 4 юли 27 пр.н.е. Исканата от него spolia opima, която се полага по традиция на успешните римските пълководци, обаче му е отказана от Октавиан Август с аргумента, че победите са заслуга на целия римски народ. Писмени източници за следващите години от живота на Марк Лициний Крас (младши) не са открити.
Той осиновява Марк Лициний Крас Фруги (консул 14 пр.н.е.), син на Марк Пупий Пизон Фруги (претор 44 пр.н.е.). от фамилията Калпурнии-Пизон.

## Походи срещу траките (29 – 27 г. пр.н.е.)
Основните източници на информация за походите на Марк Крас в днешните български земи са съчинението „Римска история“ на Дион Касий (глави 23 – 27 от книга 51) и „Епитом“ на Публий Аний Флор (глави 26 – 27 от книга 2)
Скоро след пристигането си в Македония Крас намира подходящ повод за започване на настъплението. Зимата на 29 г. пр.н.е. е изключително сурова и Дунав замръзва. Бастарните заедно със семействата си и цялата покъщнина преминават реката. Достигнат до кюстендилското поле, обитавано от тракийското племе дентелети и започват да плячкосват. Ситос, слепият цар на дентелетите, се обръща за помощ към римляните. Това е добре дошло за Крас. Той се обявява за защитник на дентелетите, прогонва бастарните и започва да ги преследва по долините на Тимок и Нишава. Съпротивата на обитаващото този регион тракийско племе трибали забавя придвижването му и бастарните успяват да се изплъзнат. През пролетта и лятото на 29 г. пр.н.е. Марк Крас е зает с подчиняването на трибалите, чиито владения на изток стигат до Искър. Междувременно римските съгледвачи откриват лагера на бастарните близо до мястото, където Цибрица се влива в Дунав. В последвалото сражение бастарните са почти напълно унищожени, а Марк Крас убива техния вожд Делдо в пряк двубой. Съпротивата на трибалите обаче продължава и Крас решава да не рискува да остане в техните земи и се оттегля за зимуване в Македония като пътьом завладява земите на своите съюзници, дентелетите. При оттеглянето си римските войски понасят големи загуби, преминавайки през земите на сердите (дн. Софийско поле) и медите (долината на Струма в района на Кресна).
През пролетта на 28 г. пр.н.е. Марк Крас започва нов поход на север, планомерно и жестоко подавяйки всякаква съпротива по пътя си. Ръцете на пленените тракийски воини се отсичат. Пленените тракийски вождове обаче се подкупват с дарове и се освобождават. Тази тактика бързо дава резултат. Сердите и медите са покорени, сломена е съпротивата на трибалите и Крас се насочва на изток срещу гетите. Задачата му е облекчена от постоянните вражди между гетските вождове. Пратеници на Крас сключват договор с Ролес, владетел на земите около Дуросторум (Силистра). С негова помощ последователно са победени гетските царе Дапикс и Зиракс. Гръцките полиси по Северното Черноморие, изтощени и разорени след нашествието на даките начело с Биребиста, доброволно признават римската власт.
През следващата година Марк Крас се насочва южно от Стара планина, където римските васали, одрисите, постоянно враждували с бесите. Крас напада бесите и оплячкосва тяхното главно светилище – храмът на Дионис, а богатствата дава на одрисите, с което още повече изостря враждата между тези тракийски племена.
В резултат от походите на Марк Лициний Крас (младши) през 29 – 27 г. пр.н.е. към империята е присъединена голяма част от днешните български земи – Кюстендилско, Софийско, Северна България до крепостта Димум (Белене). Земите източно от Димум са предадени във владение на васалното Одриско царство. Римският съюзник, цар Ролес, получава днешна Добруджа. Тракийската общност претърпява големи загуби в жива сила и е изтощена. В следващите няколко десетилетия всички тракийски племена постепенно преминават под римска власт.

## Любопитно
В „Епитом“ на Публий Аний Флор е описан следният епизод. При обсадата на една трибалска крепост, тракийският вожд пита римляните:

– Кои сте вие?

– Господарите на света – отговаря му Марк Крас.

– Ще бъдете такива, само ако ни победите – репликират го траките.

Този сюжет, пренесен в друг исторически период и друго географско място, е използван в началните кадри на мащабната френско-румънска кинопродукция „Даки“ (1966).